# Pseudaulacaspis polygoni
Pseudaulacaspis polygoni är en insektsart som först beskrevs av Green 1899.  Pseudaulacaspis polygoni ingår i släktet Pseudaulacaspis och familjen pansarsköldlöss.
Artens utbredningsområde är Sri Lanka. Inga underarter finns listade i Catalogue of Life.